# Shang-Chi și legenda celor zece inele
Shang-Chi și legenda celor zece inele (titlu original Shang-Chi and the Legend of the Ten Rings) este un film american cu supereroi din 2021 regizat de Destin Daniel Cretton. Rolurile principale au fost interpretate de actorii Simu Liu, Awkwafina, Meng'er Zhang, Fala Chen, Florian Munteanu, Benedict Wong, Yuen Wah, Michelle Yeoh, Ben Kingsley și Tony Leung.

## Distribuție
- Simu Liu - Xu Shang-Chi / Shaun
- Awkwafina - Katy
- Meng'er Zhang - Xu Xialing
- Fala Chen - Ying Li
- Florian Munteanu - Razor Fist
- Benedict Wong - Wong
- Yuen Wah - Guang Bo
- Michelle Yeoh - Ying Nan
- Ben Kingsley - Trevor Slattery
- Tony Leung - Xu Wenwu